# Izebel
Izebel ( אִיזֶבֶל, ’îzævæl, mogelijk "Waar is hoogheid?") was de echtgenote van koning Achab van het koninkrijk Israël. Zij werd koningin-moeder toen Achab sneuvelde en ondervond sterke tegenstand van de JHWH-gezinde priesters uit het koninkrijk Juda. In het Bijbelboek 1 Koningen wordt ze geschetst als een heerszuchtige vrouw, die 'ondanks de goddelijke wetten en ten koste van alles haar zin doorzet'. Izebel was de dochter van Ithobaäl I, de koning van Tyrus, was dus van Fenicische afkomst en had een verfijnde opvoeding genoten.

## Koningin van Israël
Achab liet in Samaria een 'ivoren paleis' bouwen. Opgravingen tonen Fenicisch fijn snijwerk waarin de culturele invloed uit Tyrus duidelijk herkenbaar is. Hij herbouwde ook Hazor en Megiddo. Ook "Salomo's stallen" daar waren door Achab gebouwd. Volgens archeologen waren het niet in de eerste plaats stallen, maar wel voorraadmagazijnen voor het leger. Eveneens werden er op meerdere plaatsen in Israël noodzakelijke maar zeer geraffineerde waterwerken uitgevoerd door hoogst bekwame ingenieurs uit het noorden.

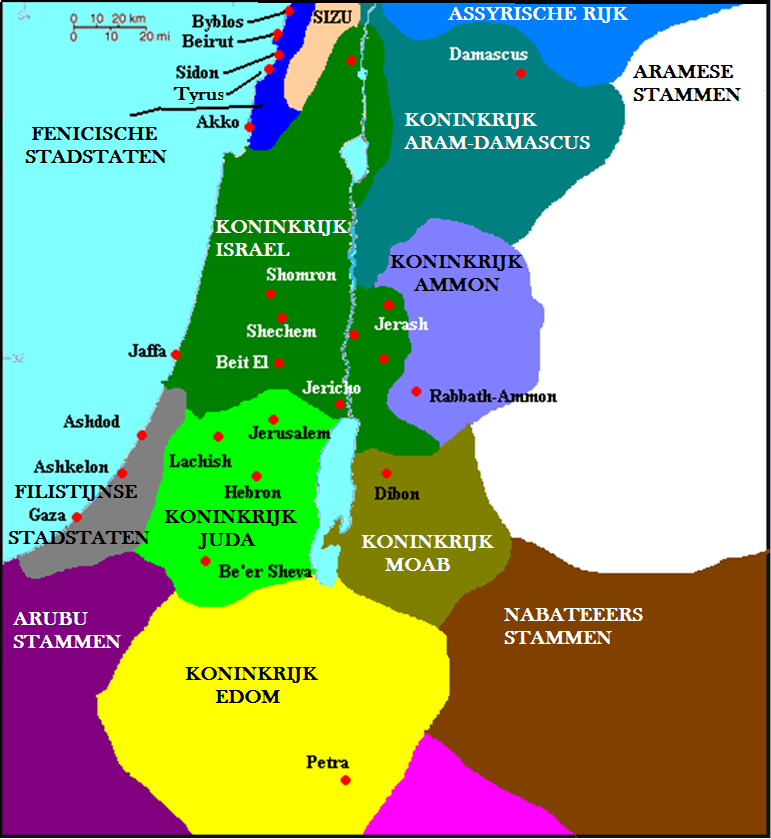
De Israëlische regio in de 9e eeuw v.Chr.: donkerblauw de Fenicische stadstaten, donkergroen het koninkrijk Israël, lichtgroen het koninkrijk Juda, grijs de Filistijnse stadstaten, geel het koninkrijk Edom.

Achab huldigde door toedoen van Izebel een liberale religieuze politiek, waarbij de oude cultus van de regio in ere werd gehouden, met name de Baälcultus, dit zeer tot ongenoegen van de aanhangers van de JHWH-cultus aan de zuidgrens in het koninkrijk Juda.
In de laatste regeringsjaren van Achab en Izebel was de oppositie tegen hun liberale religieuze politiek voortdurend aangewakkerd door een van de vroege profeten, die het primitieve woestijngeweten van de 'zonen van Israël' belichaamden. Vaak trokken zij in groepen in extase uit, zongen, dansten en deden orakelachtige uitspraken. Elia, de profeet en grootste religieuze rivaal van het koningspaar in het noorden, was in de hemel opgenomen, maar zijn haatcampagne jegens met name Izebel werd door zijn opvolger-leerling Elisa voortgezet.
Toen Achab stierf in een veldslag bleef koningin-moeder Izebel de macht achter de schermen uitoefenen terwijl twee van hun jonge zonen kort na elkaar over het koninkrijk Israël regeerden.
Elisa organiseerde een militaire coup tegen Izebel en riep legeraanvoerder en strijdwagenrijder Jehu tot koning uit 'in naam van de Heer'. Deze trok onmiddellijk naar de vlakte van Jizreël waar koningin Izebel met haar zoon koning Joram verblijf hield. Toen Joram van Israël en zijn neef Achazja van Juda, die daar eveneens aanwezig was, uitreden op weg naar onderhandelingen werden ze meedogenloos met pijlen doorboord. Toen Jehu met zijn gevolg bij het paleis aankwam en Izebel in het staatsievenster verscheen gaf hij zijn schutters opdracht pijlen op haar af te vuren en liet haar uit het venster naar beneden werpen, waarop hij met zijn wagen het lijk van de koningin onherkenbaar vermorzelde. De hele koninklijke familie (een 70-tal leden) werd daarop uitgemoord.
Jehu riep daarna al de Baälpriesters en -vereerders in hun tempel in Samaria bijeen voor een 'offer', maar liet allen afslachten en de tempel met de grond gelijkmaken. Deze gewelddadige gebeurtenissen leidden voor het koninkrijk Israël een episode van riskante zwakte in die de daaropvolgende vijftig jaar zou duren. Ook in het koninkrijk Juda duurde het een hele tijd vooraleer er stabiel bestuur werd ingesteld.
Na de dood van Izebel was het haar dochter Atalja, die aan de moordpartij ontkomen was, die de troon van koninkrijk Juda opeiste en besteeg en in de zes jaar van haar regering aldaar de oude 'heidense' cultus tot groot ongenoegen van de jawehistische priesters door het hele land opnieuw vestigde.

## Hebreeuwse Bijbel

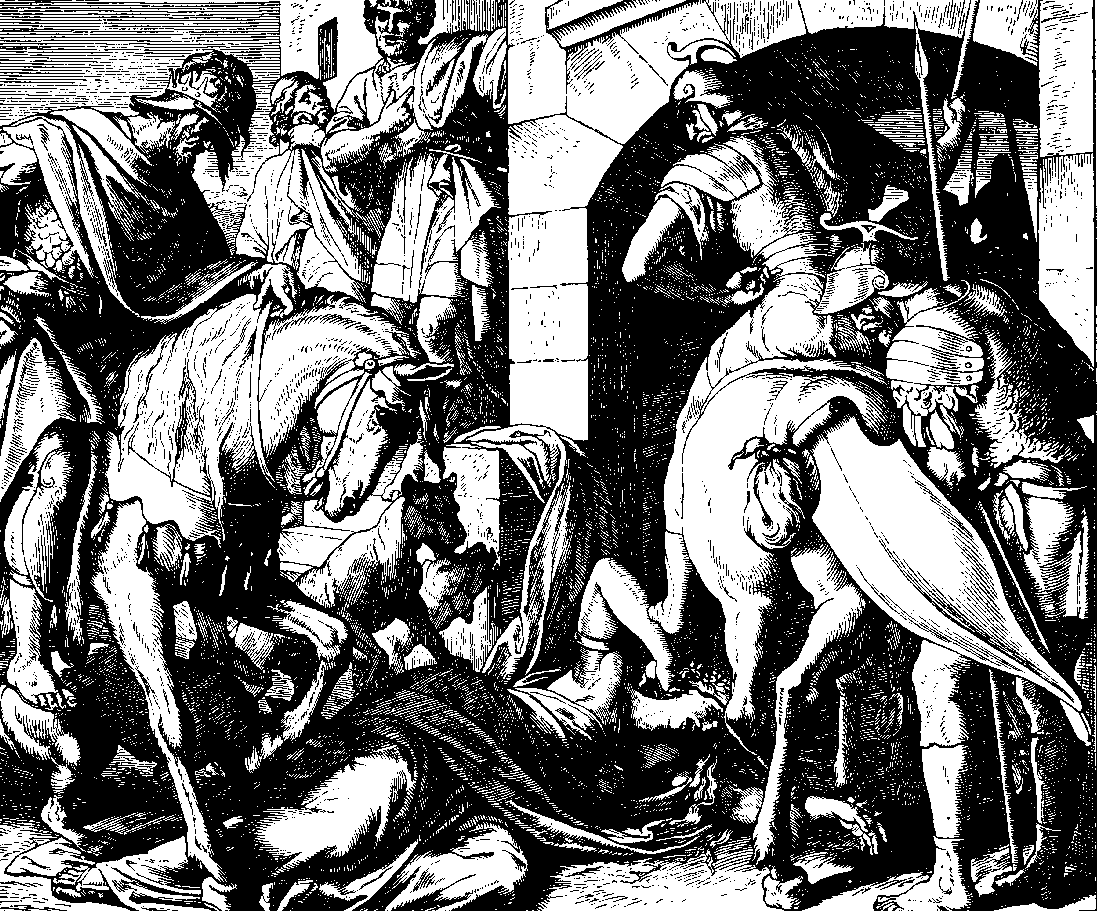
De moord op Izebel, gravure uit Schnorr von Carolsfeld Bibel in Bildern (1860)

Izebel was een dochter van Eth-Baäl (Ithobaäl I), een koning van Tyrus en een vroegere priester van Astarte. Ze was de vrouw geworden van koning Achab, die ze geheel in haar macht had en verleidde tot de verering van Baäl en Astarte, wat ze tot staatsgodsdienst wilde maken. Ze onderhield de profeten van Baäl en Astarte. Israëls profeten had ze voor een goed deel laten doden. De enige die tegen haar in het geweer kwam was de profeet Elia, die daarom ook voor zijn leven moest vrezen.
Na de dood van Achab regeerde ze verder in het tienstammenrijk door haar zonen Achazja en Joram, terwijl ze via het huwelijk van haar dochter Atalja met de Judese koning Joram ook invloed had in het tweestammenrijk. Toen haar zonen door Jehu werden gedood, werd ook Izebel omgebracht (op bevel van Jehu uit het venster gegooid en vervolgens overreden door Jehu's strijdwagen) en werd haar lijk door de honden opgegeten, zoals tevoren door Elia geprofeteerd was.

## Nieuwe Testament
In Openbaring 2:20 wordt de naam van Izebel gebruikt voor een valse profetes (mogelijk een beeld van de heerszuchtige gemeente) die zich niet stoort aan de door God gegeven orde en Gods knechten verleidt tot allerlei afgoderij.